# Volfert I. Borselenski
Volfert I. Borselenski, latinsko: "Wilfardi ali Wlfardum de Bersalia" (ok. 1245 – Delft, 1. avgust 1299) je bil gospod Veere-ški (izg.:Fire-ški), Sandenburški (grad Zandenburg), Polsbroeka in regent Holandije in Zelandije (1297-99). Leta 1282 se je poročil s Sibilo Praet-sko (pred 1253 - 1292), gospo Sandenburško. Ko je Sibila umrla, se je leta 1297 poročil s Katarino iz Durbuya, vdovo po Albrehtu Voorne-škem in hčerko Gerarda Luksemburškega, domnevne ljubice Florisa V.

## Življenje
Volfert se je rodil med letoma 1245-50 kot sin gospoda "Dominus Henricus de Bersalia dictus Wisse, miles", njegova mati pa je bila verjetno Marija Egmondska ali Klarisa Gavere-ška. Volfert se je v zgodovinskih listinah prvič pojavil skupaj s svojim starejšim bratom Nikolajem v listini z dne 6. novembra 1271. Leta 1276 je bil dokumentiran kot sopodpisnik (trgovinske) pogodbe, sklenjene med Florisom V. Holandskim in številnimi mesti v Overijsslu in Gelderlandu (Gelre). Junija 1277 je Volfert sopodpisal "pogodbo o spravi" med Florisom Vogtom in Adelajdo Holandsko. Aprila 1280 je bil Volfert pod vodstvom Florisa V. Holandskega prisoten pri obleganju gradu Vredelant; naveden je kot 6. in zadnji gospod.
V Zelandiji so bili takrat fevdi tako imenovani kwade ali ravni fevdi. Če ni bilo moških potomcev, so se ti fevdi  vrnili v roke fevdalnemu gospodu. Če je bilo sinov več, se je fevd razdelil med te potomce. Zelandsko plemstvo se je temu uprlo, ker so fevdi postali preveč razdrobljeni. Volfert I. je leta 1280 prejel Veere in Zanddijk kot fevd od grofa Florisa V. Leta 1282 je Volfert predal svoj fevd holandski grofici Beatrici Flandrijski,  nakar ga je prejel nazaj kot posest ali dedni fevd. Ta poteza je bil osnova za moč rodbine Borselenskih.
Osem let kasneje, leta 1290  pa se je postavil na stran Flamcev proti grofu Florisu V. Leta 1291 je postal celo vazal flamskega grofa. Toda tik preden je Floris V. umrl, sta se pobotala. Volfert je celo vodil vojsko, ki je leta 1295 premagala Flamce pri Borselenu. Leta 1296 pa je premagal Zahodne Frizijce pri Monnickendamu.

### Vzpon na oblast v Holandiji in Zelandiji
Po smrti Florisa V. Holandskega leta 1296 se je njegov mladi sin Janez I. Holandski vrnil z dvora Edvarda I. Angleškega, kjer je odraščal in se poročil z Edvardovo hčerko Elizabeto. Edvard je za regenta imenoval Volferta in Janeza III. Reneškega. Volfert je poskušal tega Reneškega diskreditirati pri Janezu I. Holandskem.
Bitka pri Vronenu je potekala 27. marca 1297. Janez III. Reneški je imel v bitku prednost, vendar je bil obkoljen in nato izgnan iz Holandije. Volfert se je s svojimi četami umaknil. 1. aprila 1297 sta dvorni svet in Janez I. Holandski obljubila, da bosta upoštevala nasvete in odločitve Volferta Borselenskega . To je pripeljalo do tega, da je Volfert lahko razširil svoje posesti, kot posest je prejel Woerden, Beverwijk in Ouderwater. Borselenski je kljub kaosu in grožnji zunanjih vdorov uspel obdržati grofijo Holandijo skupaj .
Volfert je takrat prevzel nadzor nad upravljanjem v grofiji, zaradi česar so ga v različnih krogih osovražili. Po sporu z mestnim svetom Dordrechta glede pravice do glavnega mesta in poznejšega obleganja tega mesta je bil avgusta 1299 linčan v Delftu. Regentstvo je prevzel Janez II. Avesneški in kasneje istega leta po smrti Janeza I. Holandskega pridobil grofijo Holandijo.
Leta 1299 je Volfert podelil Rotterdamu mestne pravice, ki so bile kmalu preklicane. Zaradi tega je sodobno mesto Rotterdam ustanovilo medaljo Volfert Borselenski .

## Potomci
- Volfert II. Borselenski, poročen z Adelajdo Hainautsko, nezakonsko hčerko Janeza II. iz Avesneškega.
- Floris, verjetno umrl 21. junija 1344 in pokopan v Middelburgu
- Frank (umrl 30. maja 1316)
- Klas I. Borselenski († 1357), gospod Brigdamma, pokopan v Middelburgu. Oče Franka, gospod Sint-Maartensdijka, poročen z Alenoro Zuijlensko
- Hedvika Borselenska (? - ~1329), poročena z Gerardom Voorne-škim. Gerard je bil sin Katarine Durbuyske, zato je morala biti Hedvika hči iz prvega zakona Wolferta I.
- verjetno N. Randerodska (? - ~1294)

Leta 1309 je moral utrechtski škof razsoditi v sporu med brati Volfertom, Florisom, Frankom in Klasom. Volfert in Floris sta bila takrat viteza, Frank in Klas pa še fanta.